# Карън Суон
Карън Суон (на английски: Karen Swan) е английска писателка на произведения в жанра драма и любовен роман.

## Биография и творчество
Карън Суон е родена в Англия. Работи в модната журналистика за списанията „Tatler“, „Вог“ и „YOU“, както и като консултантка на компании като „Томас Пинк“. Премества се в Лондон през 2006 г.
След раждането на втория си син се насочва към писателска кариера. Първоначално въз основа на своя опит се насочва към документалния жанр, но това е неуспешно и по съвет на литературния си агент започва да пише любовни романи.
Първият ѝ роман „Players“ (Играчи) е издаден през 2010 г. Успява с третата си книга „Christmas at Tiffany's“ (Коледа в Тифани) от поредицата „При Тифани“. Романът става бестселър в списъка на в. „Сънди Таймс“ и я прави известна.
Книгите ѝ са известни със своите запомнящи се места и писателката разглежда пътуването като жизненоважно изследване за всяка история. Тя обича да поставя дълбоки, сложни любовни истории в заплетени сюжети. Нейната историческа поредица от пет книги, наречена „Дивият остров“, се основава на драматичната евакуация на шотландския остров Сейнт Килда през лятото на 1930 г.
Карън Суон живее със семейството си в къща в гората Ашдаун близо до Хорстед Кейнс край хълмовете Даунс в Източен Съсекс.

## Произведения

### Самостоятелни романи
- Players (2010)
- Prima Donna (2011)
- The Perfect Present (2012)
Перфектният подарък, изд.: „Сиела“, София (2020), прев. Надя Златкова
- Christmas at Claridge's (2013)
- The Summer Without You (2014)
- Christmas in the Snow (2014)
- Christmas on Primrose Hill (2015)
- The Paris Secret (2016)
Парижка тайна, изд.: „Сиела“, София (2019), прев. Надя Златкова
- Christmas Under the Stars (2016)
- The Christmas Secret (2017)
Коледна тайна, изд.: „Сиела“, София (2018), прев. Надя Златкова
- The Rome Affair (2017)
Римска тайна, изд.: „Сиела“, София (2020), прев. Надя Златкова
- The Greek Escape (2018)
- The Christmas Lights (2018)
- The Spanish Promise (2019)
- The Christmas Party (2019)
- The Hidden Beach (2020)
- Together by Christmas (2020)
- Midnight in the Snow (2021)
- The Secret Path (2021)

### Серии

#### Серия „Диви острови“ (Wild Islands)
1. The Last Summer (2022)

#### Серия „При Тифани“ (At Tiffany's)
1. Christmas at Tiffany's (2011)
2. Players (2010)
3. Summer at Tiffany's (2015)

### Документалистика
- The MamaBake Book (2016) – с Мишел Шиърър